# Ракуґо
Ракуґо (яп. 落語) — японський літературний і театральний жанр, створений в XVI—XVII століттях.

## Короткий опис
Назва «ракуґо» буквально означає комічну розповідь або анекдот. Під цією назвою стало звично бачити мініатюри у виконанні професійних оповідачів (ракуґока) на естраді або сцені театру кабукі. Як за формою, так і за змістом ракуго надзвичайно різноманітні. Іноді вони мають характер анекдоту, іноді ж можуть бути досить довгою розповіддю.
Дійовими особами виступають люди (найчастіше простаки-селяни, дрібні міщани тощо), рідше тварини. Дія може відбуватися як у старі часи, так і в сучасну епоху. Комічний елемент у них становлять не тільки ситуації, в які потрапляють дійові особи, але також гра слів, метафор та ін. Майже завжди найкомічнішим буває закінчення розповіді. Авторами ракуґо є як самі оповідачі, так і спеціальні складачі таких оповідань, які часом бувають помічниками оповідачів.
Найбільшою популярністю користуються оповідачі: Санетей Ентіо — автор «Кенцуку Юка» (Сварлива ніша), Санетей Енсей — автор «Ханамі Дзаке» (Горілка ханамі), Камінарімон Дзіроку — автор «Хацуюкі» (Перший сніг), Такадзава Ротей. Єдиний випадок людини-ракугокі неяпонця, що зробила кар'єру в Японії це австралієць за народженням Генрі Блек, який пізніше одержав японське громадянство, також автор низки популярних історій, зокрема, «Біру но Какеномі» (Пивне парі).